# Bạc carbonat
Bạc(I) cacbonat là một hợp chất hóa học vô cơ, có thành phần chính gồm nguyên tố bạc và nhóm cacbonat, với công thức hóa học được quy định là Ag2CO3. Bạc cacbonat là hợp chất có màu vàng nhạt, nhưng các mẫu hóa chất đều có màu xám do sự có mặt của bạc nguyên tố, đóng vai trò tạp chất. Hợp chất này không hòa tan trong nước, giống như hầu hết hợp chất muối cacbonat của nhóm kim loại chuyển tiếp.

## Điều chế và các phản ứng
Bạc(I) cacbonat có thể được điều chế bằng cách kết hợp các dung dịch nước của natri cacbonat với bạc(I) nitrat(dư).
2AgNO3 (dd) + Na2CO3 (dd) → Ag2CO3 (r) + 2NaNO3 (dd)
Bạc(I) cacbonat được điều chế không màu, nhưng chất rắn nhanh chóng chuyển sang màu vàng.
Bạc(I) cacbonat phản ứng với amonia để tạo ra bạc(I) fulminat có tính nổ. Với axit flohidric, sản phẩm tạo ra là bạc(I) fluoride. Sự chuyển đổi nhiệt của bạc(I) cacbonat sang kim loại bạc tiến hành thông qua việc hình thành bạc(I) oxit:
Ag2CO3 → Ag2O + CO2↑
2Ag2O → 4Ag + O2↑

## Sử dụng
Ứng dụng chính của bạc(I) cacbonat là để sản xuất bột bạc để sử dụng trong vi điện tử. Nó được cho tác dụng với formandehit, tạo ra bạc không chứa kim loại kiềm:
Ag2CO3 + CH2O → 2Ag + 2CO2 + H2
Bạc(I) cacbonat được sử dụng làm chất thử trong tổng hợp hữu cơ như phản ứng Koenigs-Knorr. Trong quá trình oxy hóa Fétizon, cacbonat bạc trên celite đóng vai trò như một chất oxy hóa để hình thành lactones từ diol. Nó cũng được sử dụng để chuyển đổi ankyl bromide thành rượu. Là một hợp chất có tính base, nó được sử dụng trong phản ứng Wittig.

## Hợp chất khác
Ag2CO3 còn tạo một số hợp chất với NH3, như Ag2CO3·4NH3 là tinh thể xám.